# Duan Xingzhi
Duan Xingzhi (chinois simplifié : 段兴智 ; chinois traditionnel : 段興智 ; pinyin : duàn xīngzhì, mort en 1260, roi du Royaume de Dali de 1251 à 1253, il prend le titre d'intendant général de Dali (大理世袭总管) de 1257 à 1260.
En 1253, Kubilai Khan conquiert son royaume, Duan Xingzhi se soumet, Kubilai le nomme maharaja (chinois : 摩诃罗嵯, móhēluócuó, tibétain : mo-ho-lo-ts'o).
En 1270, Kubilai contrôle l'ensemble de la Chine et crée la dynastie Yuan depuis sa capitale qu'il installe à Khanbalik (actuelle Pékin). et en 1274, la province du Yunnan est créée, reprenant le territoire du royaume de Dali.